# Lambulosia pallicolor
Lambulosia pallicolor är en fjärilsart som beskrevs av Embrik Strand 1922. Lambulosia pallicolor ingår i släktet Lambulosia och familjen björnspinnare. Inga underarter finns listade i Catalogue of Life.